# Mohammad Awad
Mohammad Abu Al-Awad Al-Shuaibat, ar. محمد أبو عوض آل شــوـاـيـبــاـت (ur. 12 lutego 1939 w Ammanie, zm. 20 grudnia 2012 tamże) – jordański piłkarz, grający na pozycji obrońcy, trener piłkarski.

## Kariera piłkarska

### Kariera klubowa
Wychowanek Al-Jazeera Amman. Przez całą swoją karierę występował w klubie Al-Faisaly Amman.

### Kariera reprezentacyjna
W latach 1960-1972 bronił barw narodowej reprezentacji Jordanii.

## Kariera trenerska
Po zakończeniu kariery piłkarskiej rozpoczął karierę szkoleniową. Od 1973 do 1988 trenował rodzimy klub Al-Faisaly Amman. W latach 1988–1992 prowadził młodzieżową reprezentację Jordanii.
Od 1992 do 2000 pracował na stanowisku głównego trenera narodowej reprezentacji Jordanii.
Zmarł 20 grudnia 2012. Był jednym z legend jordańskiej piłki nożnej.

## Sukcesy i odznaczenia

### Sukcesy reprezentacyjne
- mistrz Igrzysk panarabskich: 1961, 1965
- zdobywca Pucharu Narodów Arabskich: 1963, 1964, 1966

### Sukcesy trenerskie
- mistrz Jordan Premier League: 6 razy
- zdobywca Pucharu Jordanii: 3 razy
- zdobywca Jordan FA Shield: 1 raz
- zdobywca Superpucharu Jordanii: 1 raz
- zdobywca Pucharu Narodów Arabskich: 1997, 1999 (z reprezentacją Jordanii)